# 프랑크푸르트 학파

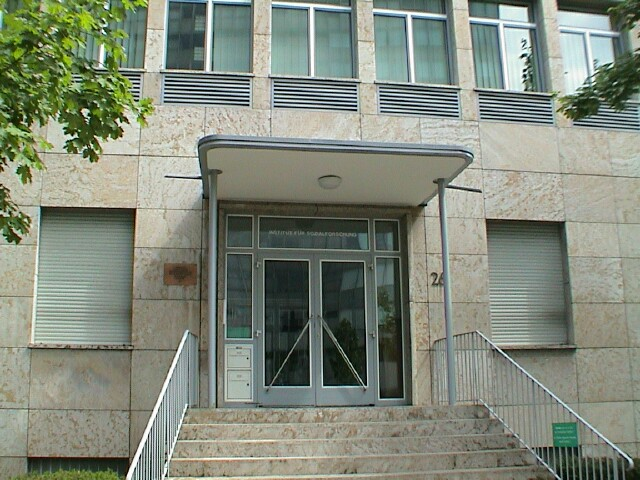

프랑크푸르트 학파( - 學派, 독일어: Frankfurter Schule, 영어: Frankfurt School)는 1930년대 이후 등장한 독일 프랑크푸르트암마인 대학교의 사회 연구소를 중심으로 한 신 마르크스주의 사회 이론가 집단을 가리키는 말이다.

## 개요
처음 프랑크푸르트 학파는 마르크스의 일부 추종자들이 마르크스 사상을 이해하지도 못하고 일부분만을 반복해 말한다고 비판하던 정통 마르크스주의학자들로 이뤄져 있었으나, 일부 학자들이 전통적 마르크스 이론으로는 20세기에 자본주의가 예상 밖으로 급격하게 발전한 것을 설명할 수 없다는 것을 깨닫게 되었고, 자본주의와 소련 사회주의에 모두 비판적이던 학자들은 또 다른 사회 발전 과정의 가능성을 지적하는 글들을 펴내기 시작했다.
마르크스의 접근법과 유사한 방식으로 프랑크푸르트 학파의 학자들은 사회 변화를 일으킬 요건들이 무엇인지 고민했다. 이들은 칸트의 비판 철학과 이를 계승한 독일 관념론 (특히 헤겔 철학)을 이용해 변증법적 모순이 현실의 본질적 특성이라고 말하며 실증주의과 유물론, 결정론의 한계를 극복하려고 노력했다. 이런 면에서 이들의 이론에서 비판 이론적 특징이 발달하게 되었다.
1960년대부터 프랑크푸르트 학파의 비판이론은 위르겐 하버마스의 의사소통적 합리성과 언어적 상호주관성, 하버마스가 "현대성에 대한 철학적 담론"이라 칭한 것들에 대한 연구를 지표로 삼아 발전하기 시작했다.
이 학파의 사상은 1968년 이른바 68 혁명이라 일컫는 서방 세계와 일본의 대학가를 강타한 학생 운동의 지적 배경이 됐다. 이 학파의 중심 인물은 허버트 마르쿠제, 막스 호르크하이머, 테오도어 아도르노, 에리히 프롬, 카를 비트포겔, 레오 뢰벤탈, 프리드리히 폴로크 등이었다.

## 기원

### 프랑크푸르트 사회 연구소
"프랑크푸르트 학파"라는 용어는 단지 프랑크푸르트 사회 연구소에서 일했거나 관련이 있었던 사상가를 가리킨데서부터 출발했다. 이 용어는 어떤 특별한 사상적 위치나 기관을 가리키는 것은 아니었으며, 이런 사상가들 중 자신을 "프랑크푸르트 학파"라고 칭한 사람은 거의 없었다. 이 연구소는 카를 그륀베르크가 1923년에 프랑크푸르트암마인 대학교와 연계해 설립했으며, 이는 최초로 주요 독일 대학교와 연계된 마르크스주의 편향적 연구소였다.
"프랑크푸르트 학파"로 지칭되는 사상적 전통은 1930년대 이 연구소의 소장이었던 철학자이자 사회학자, 사회 심리학자인 막스 호르크하이머와 각별히 연관되어 있다. 호르크하이머는 테오도어 아도르노(철학자, 사회학자, 음악학자), 에리히 프롬 (정신분석학자), 허버트 마르쿠제 (철학자)와 같은 이 학파의 가장 뛰어난 이론가들을 끌어모았다. 하지만 이 연구소의 모든 사상가들이 항상 밀접하게 연관되거나 보완적인 연구들을 한 것은 아니기에 "학파"라는 이름은 오해의 소지가 있다. 따라서 몇몇 학자들은 프랑크푸르트 학파를 호르크하이머, 아도르노, 뢰벤탈, 폴로크로 한정하기도 한다.

### 독일 전쟁 이전의 주변 환경
독일의 내전 기간 중의 정치적 소용돌이는 이 학파의 발전 과정에 많은 영향을 끼쳤다. 이 사상가들은 1918년과 1919년 사이에 (마르크스가 공산주의 혁명이 일어날 것이라 믿었던) 독일 등의 서유럽에서 나타난 노동자 계급의 혁명이 실패로 돌아간 것과 경제적, 기술적으로 발전된 독일에서 일어난 나치즘에서 특히 큰 영향을 받았다. 많은 마르크스주의 사상가들은 마르크스의 사상 중 어떤 부분이 이런 변화를 설명할 수 있는지를 찾기 위해 노력했다.
나치의 영향이 점차 커져감에 따라 사회 연구소의 설립자들은 연구소를 나라 밖으로 옮길 것을 준비하기로 했다. 1933년 히틀러의 집권 이후, 이 연구소는 제네바로 옮겼고, 1935년에는 콜럼비아 대학교와 연계해 뉴욕으로 옮겨갔다. 이 시기부터 중요한 연구 결과가 나오기 시작해 미국과 영국 학계에서 점점 호의적인 반응을 얻어갔다. 호르크하이머, 아도르노, 폴로크는 1950년대 초 서독에 정착했으며, 마르쿠제와 레벤탈, 키르히하이머를 비롯한 나머지는 미국에 남았다. 이 연구소는 1953년이 되어서야 형식적으로 프랑크푸르트에 다시 설립되었다.

## 학파 구성원들의 특징
프랑크푸르트 학파를 포함한 서구마르크스주의자들은 대부분 거의 부유한 부르주아나 관료 등 상층계 출신이 다수이며, 이탈리아 공산당 지도자 안토니오 그람시 정도를 제외하면 대부분은 직접적 혁명 경험이 없고, 이론적 차원이상의 관심을 보이지 않았다. 혁명 운동이란 것이 대학강단, 학자들의 논의속에 나타날 뿐 노동운동이나 정당운동과 연결되지 않았다. 이들은 대부분 정치학자나 경제학자가 아닌 예술, 철학, 문학 비평가였다. 대표적인 사례가 바로 프랑크푸르트 학파였다. 68년 학생운동의 지적 배경이 되었으면서도 그들 자신은 참여하지 않았다.
고전적 마르크스주의에서는 자본주의에 대한 정치경제학적 분석이 이루어졌음에 비해 서구 마르크스주의에서는 근본적으로 인식론적 방법, 미학, 철학 등 분야에서 마르크스주의 가 전개되었다. 정치경제학으로부터 철학 미학 등의 분야로까지 마르크스주의를 확대시켰다는 의미에서는 발전이라고 할 수 있을지 모르나, 전통적 마르크스주의의 특성이 많이 쇠퇴하고 맑스주의 입장에서는 패배주의적 경향이 깔려있음을 또한 부인할 수 없다. 형식과 주제에서도 차이가 난다. 전통적 의미에서 계급 혁명, 사회주의 혁명은 더 이상 이들에겐 관심의 대상이 되지 못했다.

## 이론
프랑크푸르트 학파 이론의 핵심은 헤겔과 마르크스의 유산인 변증법을 부정하는 '부정(否定)의 변증법'이라는 개념체계였고, 시대적 문제의식은 혁명을 해야하는가?였다. 초기 마르크스의 낙관주의적 견해에서는 자본주의 발달 속에서 노동자의 해방 전망이 높아져 간다고 했으나 실제론 그 가능성이 쇠퇴하고 있는 이유는 무엇인가? 노동계급의 혁명적 역할에 더 이상 기대를 걸지 않게 되었다. 왜 합리적, 이성적 서구문명이 비이성적 파시즘으로 전락했는가? 왜 비인간화가 추진될 수 있었는가?
이들의 관심은 이데올로기 비판에서부터 출발한다. 현실속에서 불균형적 힘의 관계를 왜곡, 은폐, 정당화하는 것이 이데올로기이다. 따라서 이데올로기를 비판함으로써 현실세계의 왜곡을 드러내려 하는 것이다. 이들의 이론을 비판이론이라 규정하게 된다.
프랑크푸르트 학파가 이데올로기 비판을 통해서 추구한 것은 객관과 주관의 매개물로서 이데올로기 비판을 통해 올바른 인식에 도달할 수 있다고 보았으며, 바로 그것을 추구한 것이었다. 헤겔 전통과 마르크스와 연계성을 확장시켜갔다. 객관적 현실과 사회적 실천을 매개하는 것이 의식(넓게는 이데올로기)이며 객관적 현실과 사회적 실천을 떼어놓고 볼 수는 없다.

그러나 이들은 맑스의 이상과 자신들의 이론에 대한 정당한 비판은 하지 못하고 결국 대안 제시에는 이르지 못한다.

## 현대 자본주의사회 분석
프랑크푸르트 학파는 다음과 같이 현대 자본주의 사회를 분석했다.
첫 번째, 초기의 경쟁적 자본주의에서 독점자본주의로 변화하고 있다는 점을 지적한다. 조직 자본주의의 특징은 정치경제가 분리되기보다는 상호침투한다. 구체적으로 국가의 경제에 대한 개입이 증대되어 과거와 같은 정치경제분리, 상부구조/하부구조 구분 등이 무의미해지고 있으며 상부구조, 특히 국가의 중요성이 증대된다.
두 번째, 조직 자본주의의 발전과 더불어 관료적 지배가 확장되고 , 시장경제가 보다 더 계획적 측면을 노출한다. 국가가 개입하여 시장조정을 하면서 자본주의의 무정부성을 축소시킨다. 그것은 곧 관료적 지배와 맥을 같이 한다. 근대화라고 하는 것은 경제적으로는 산업화,조직적 측면에서는 관료화, 의식적으로는 합리화라고 볼 수 있는데, 조직화된 자본주의의 발전을 프랑크푸르트 학파는 관료적 지배의 확대로 본다.
세 번째, 관료제,조직화의 확대 : 합리화의 증대이며, 합리화는 어떤 목적을 달성할 수 있는 가장 경제적인 방법을 모색하는 것이다. 도구적 이성이 확산된다는 것이다. 도구적 이성이라는 것은 목적의 타당성, 가치를 크게 중요시하는 것이 아니다. 주어진 목표를 가장 효과적 효율적으로 달성할 수 있는 방도를 모색하는 능력이다. 목적의 가치보다 수단의 효율성을 중시하는 태도가 지배하게 된다는 것이다.
네 번째, 노동과정이 점차 분업화/기계화된다. 노동과정의 분절화가 심화된다는 의미. 노동의 전체과정에 대한 인식이 불가능해지고 노동의 단순하고 기계적인 부분에만 참여한다는 것으로 개개의 인간을 원자화, 고립화시키는 원인을 제공한다. 작업의 분절화이자 지식의 분절화로 말미암아 계급적 경험을 가질 수 없게 된다. 총체성에 입각한 계급의식에 도달할 가능성이 감소한다. 인간사회에서 지배는 더욱 비인격화해간다. 점점 더 물화현상이 심화되는데 사람들은 주체로서 자신을 인식하기보다는 주어진 여건에 순응하려는 경향이 심화된다.
다섯 번째, 문화의 상품화이다. 자본주의의 지배는 이데올로기의 지배를 통해 나타나는데, 이데올로기의 지배에 있어서 핵심적인 것은 문화의 상품화에서 나타나고 기존질서에 순응하는 규범화된 개인을 창출하여 자본주의의 지배를 영속화시켜 왔다. 프랑크푸르트 학파가 문화의 부정성을 내세우면서 특히나 대중매체에 대해 비판하였다. 대중매체를 통해 이데올로기를 형성하여 자본주의에 아무도 대항할 수 없게 만드는 것이다. 따라서 대중매체를 통해서 사회에 진보적인 사상을 펼치거나 자본주의에 반대하는 의사를 내놓는 것은 불가능하다고 말한다.
이데올로기 지배가 가진 은폐된 힘의 관계를 파악해 그것을 극복하고 다시금 인간이 역사와 사회의 주체로서 활동하게 되는 것을 추구했다.
아도르노는 [부정의 변증법]을 주장했고, 마르쿠제는 부정의 변증법을 확대하여 부정의 철학을 성립시켰다. 실증주의적 과학주의, 자본주의의 밑바탕이 된 합리주의의 기능의 허구성을 폭로하기 위해서는 지정한 의미의 이성적 비판이 필요하다. 여기서 이성은 헤겔적인 것으로 현실을 끊임없이 비판하고 본질적 세계로 나아가게된다. 오성이 가진 한계성을 극복하고서 본질적 세계로 가야한다는 것이다. 이성의 가장 특징적 능력이 부정이라고 본다.

## 의의와 평가
고전적 마르스크주의가 정치경제학에 집중되어 있음에 비해 마르크스주의의 영역이 그들에게서 더욱 확대되었다. 정신분석학자들의 견해를 광범위하게 끌어들여 사회심리학이나 문화비평 등에까지 그 영역을 확대한 것이다.
그러나, 이들은 궁극적으로 인간해방을 주장하고 있으나, 그 속에는 맑스주의 입장에서는 패배주의 또한 자리잡고 있다는 비판도 존재한다. 즉 기존 질서를 안정화시키는 매카니즘 분석속에서 프롤레타리아는 물론이고 현대 자본주의 사회의 모든 인간이 얼마나 함몰되어가고 있는가를 설명하면서 그것을 극복해야 한다고 얘기하긴 하지만, 고전적 마르크스주의는 서구사회에서 실현될 수 없음을 암묵적으로 인정했으며, 더군다나 고전적 마르크스주의가 기대한 것 같은 프롤레타리아에 대한 기대를 이미 상실했다는 것이다.
더 이상 프롤레타리아는 역사의 소명을 실천할 역사적 계급이 아니라고 인정하고 현대 자본주의 사회에서 노동과정이 분절화되어 노동계급이 총체적 인식에 도달한다는 것은 거의 불가능해졌다. 그리하여 인간해방을 기대할 이는 프롤레타리아라기보다는 비판적 지식인이라고 여기게 되었다. 계급적 운동이라기보다는 왜곡된 이데올로기를 극복할 비판운동에 희망을 걸게 되었다는 것이다. 그러나 자신들의 이데올로기가 왜곡되고 권력욕에 빠진 정치인들과 독재자들에게 훌륭한 이론적 구실을 줬음 역시 보지 못했다. 이건 정통 맑스주의도 마찬가지이다.

## 같이 보기
- 분석마르크스주의
- 현대문화연구센터
- 유럽공산주의
- 프레드릭 제임슨
- 카를 만하임
- 룸펜 프롤레타리아
- 문화막시즘
- 정치적 올바름(PC)
- 언더도그마
- 신마르크스주의
- 지그문트 바우만